# Tyrphodelphax
Tyrphodelphax är ett släkte av insekter. Tyrphodelphax ingår i familjen sporrstritar.
Kladogram enligt Catalogue of Life:
| Tyrphodelphax | \| \| Tyrphodelphax albocarinata \| \| \| \| \| \| Tyrphodelphax distincta \| \| \| \| |
|               | \| \| Tyrphodelphax albocarinata \| \| \| \| \| \| Tyrphodelphax distincta \| \| \| \| |
|               | Tyrphodelphax albocarinata                                                             |
|               |                                                                                        |
|               | Tyrphodelphax distincta                                                                |
|               |                                                                                        |